# Sukacze (Ukraina)
Sukacze (ukr. Сукачі, Sukaczi) – wieś na Ukrainie, w obwodzie wołyńskim, w rejonie kowelskim, w hromadzie Wyżwa Stara. W 2001 roku liczyła 327 mieszkańców.
Do 2020 w rejonie starowyżewskim.